# Zale horrida
Zale horrida là một loài bướm đêm trong họ Erebidae.